# Castellinaldo d'Alba
Castellinaldo d'Alba (Castlinàud in piemontese) è un comune italiano di 900 abitanti della provincia di Cuneo in Piemonte. Fa parte della delimitazione geografica del Roero.

## Geografia fisica
Il paese è situato nel Roero al limitare dell'alto Monferrato a 312 metri di altezza sul livello del mare (min 193, max 334), in provincia di Cuneo, su un lungo crinale seguendo la sponda destra del Borbore a circa 10 km da Alba in direzione nord.

## Storia
Nel XIII secolo il paese presentava alcune caseforti di proprietà dei de Montefortino, de Vicia, Baresani, Visdomini.
Nel XIV secolo vi fu l'avvicendamento di queste famiglie con i Solaro e Pallidi.
Nel 1351 una parte del feudo passò alla famiglia Malabayla di Asti, che fece erigere un castello (demolito alla fine dell'800) a levante dell'attuale castello.
Tra il 1427 ed il 1429 i Damiano acquistarono la restante parte del feudo ed eressero alcune costruzioni fortificate che in seguito vennero accorpate per dare origine all'attuale castello che fu terminato alla fine del XVI secolo.
Il 30 gennaio 2015 Castellinaldo cambia la propria denominazione in Castellinaldo d'Alba.

### Simboli
L'elemento principale rappresentato sullo stemma comunale è un grappolo d'uva.
Il gonfalone in uso è un drappo di azzurro terminante al ventame con tre bandoni, il centrale più lungo.

## Monumenti e luoghi d'interesse

### Architetture religiose
- Chiesa parrocchiale dei Santi Dalmazzo e Sebastiano
- Chiesa di San Servasio
- Cappella di San Pietro
- Cappella della Santa Sindone

### Castello
- Castello degli Ajnaldi (di proprietà privata)

## Società

### Evoluzione demografica
Abitanti censiti

### Etnie e minoranze straniere
Secondo i dati Istat al 31 dicembre 2017, i cittadini stranieri residenti a Castellinaldo d'Alba sono 129, così suddivisi per nazionalità, elencando per le presenze più significative:
1. Romania, 98

## Cultura
San Dalmazzo - 5 dicembre

### Feste e fiere
- Madona du Ri', sagra del paese
- San Sudario, sagra del paese
- Non solo Arneis, sagra del vino
- Bocce Quadre, le bocce sono dei cubi di 7 centimetri di lato, in legno di abete. Le partite vengono giocate nelle strade in salita e in discesa del paese

## Vocabolario
Le seguenti parole nel dialetto locale, presentate qui con la trascrizione nell'alfabeto fonetico internazionale e l'equivalente in italiano, nonché la derivazione etimologica, sono citate da Giuseppe Toppino. Le etimologie sono tratte dal Wikizionario (italiano) o dal Wiktionnaire (francese). In quest'ultimo caso sono segnate con un asterisco. Da notare la sequenza evolutiva: 
a > ɒ > ɔ > o
| Trascrizione IPA | significato in italiano | origine                                         |
| ---------------- | ----------------------- | ----------------------------------------------- |
| 'kona            | canna                   | dal greco κάννα                                 |
| 'ʧov             | chiave                  | dal latino clavem                               |
| kər'po           | crepare                 | dal latino *crepare                             |
| 'dio             | digitale                | dal latino digitalem                            |
| 'ʤoka            | giacca                  | dal francese jaque                              |
| 'po              | palo                    | dal latino palus                                |
| 'robja           | rabbia                  | dal latino tardo rabia; lat. classico rabiem    |
| 'spola           | spalla                  | dal latino tardo spalla; lat. classico spatulam |
| 'stola           | stalla                  | dal gotico stallam                              |
| 'moɲa            | zia                     | dal latino amita*                               |

## Economia
L'economia di Castellinaldo si basa sostanzialmente sulla viticoltura e sulla frutticoltura.
I principali vini prodotti sono: Barbera d'Alba, Nebbiolo d'Alba, Roero superiore e Roero Arneis.

## Amministrazione
| Periodo        | Periodo        | Primo cittadino        | Partito      | Carica  | Note   |
| -------------- | -------------- | ---------------------- | ------------ | ------- | ------ |
| 26 giugno 1985 | 19 maggio 1990 | Andrea Bordino         | DC           | Sindaco | [ 9 ]  |
| 19 maggio 1990 | 24 aprile 1995 | Andrea Bordino         | DC           | Sindaco | [ 10 ] |
| 24 aprile 1995 | 14 giugno 1999 | Giuseppe Grasso        | Centro       | Sindaco | [ 11 ] |
| 14 giugno 1999 | 14 giugno 2004 | Giuseppe Grasso        | Centro       | Sindaco | [ 12 ] |
| 14 giugno 2004 | 8 giugno 2009  | Roberto Teobaldo Costa | Forza Italia | Sindaco | [ 13 ] |
| 8 giugno 2009  | 26 maggio 2014 | Roberto Teobaldo Costa | Lista civica | Sindaco | [ 14 ] |
| 26 maggio 2014 | 27 maggio 2019 | Giovanni Molino        | Lista civica | Sindaco | [ 15 ] |
| 27 maggio 2019 | 10 giugno 2024 | Giovanni Molino        | Lista civica | Sindaco | [ 16 ] |
| 10 giugno 2024 | in carica      | Enrico Marsaglia       | Lista civica | Sindaco | [ 17 ] |